# Deportivo La Massana (club extinto)
El Deportivo La Massana fue un equipo de fútbol de Andorra que jugó en la Primera División de Andorra, la primera categoría nacional.

## Historia
Fue fundado en el año 1992 en la ciudad de La Massana y en su historia tuvieron varios nombres:
- 1992-1997: Deportivo La Massana
- 1997-1999: Magatzems Lima Deportivo La Massana (por razones de patrocinio)
- 1999-2000: Deportivo La Massana
- 2000-2001: Formo Bingo Cristal Deportivo La Massana (por razones de patrocinio)
- 2001-2002: Formo Esportiu Deportivo La Massana (por razones de patrocinio)
- 2002-2005: Deportivo La Massana

Tuvo su primera temporada en la Primera División de Andorra en 1995/96 donde terminó en quinto lugar, liga que jugó en cinco temporadas consecutivas hasta el descenso en la temporada 2000/01. Desaparecería a mitad de la temporada 2004/05 antes de jugar la ronda de ascenso en la Segunda División de Andorra, y poco tiempo después nace el FS La Massana.
El club estuvo cinco temporadas en la Primera División de Andorra, jugó 102 partidos, con 24 victorias, 33 empates y 55 derrotas; anotó 126 goles y recibió 249.